# Associació Catalana de Socors Mutus Montepío de Montserrat
L'Associació Catalana de Socors Mutus Montepío de Montserrat és una associació mutual fundada a Buenos Aires l'1 de gener de 1857, sent actualment l'entitat catalana més antiga de l'Argentina, i la segona en l'exterior de Catalunya darrera de la Societat de Beneficència de Naturals de Catalunya de l'Havana, Cuba.

## Història
En resposta a la convocatòria publicada en alguns periòdics de l'època, un gran nombre de catalans i balears residents a Buenos Aires es van reunir en els salons de l'avui desaparegut Teatro del Porvenir amb la finalitat de fundar una associació de socors mutus. Els impulsors foren Gil Gelpí i Ferro i altres 150 naturals de Catalunya i de les Balears. La primera comissió directiva fou presidida per Gil Gelpí i Ferro, i estava formada per Josep Puig i Clavera, Domingo de Bertran i Pau Ramon. Com a metges hi figuraren Pau Sabdell i Domingo Capdevila.
En l'assemblea es va discutir el primer reglament, decidint-se alhora que la institució prengués el nom de Montepío de Montserrat pel significat que la paraula Montepío tenia a Catalunya. En la segona assemblea –celebrada cinc dies després– es va triar la primera Comissió Directiva del Montepío de Montserrat i es va aprovar el primer estatut, procedint a inscriure els primers socis.
El 1858, es va arrendar un terreny amb capacitat per a setze sepultures en el Cementiri del Nord, actualment el Cementiri de la Recoleta, i es va erigir el primer panteó de la mutual. En 1899 es va traslladar el panteó al Cementiri de la Chacarita, on es conserva actualment com una de les edificacions més destacades d'aquest cementiri. L'altar de la capella posseeix una recreació de la muntanya de Montserrat, feta amb pedres portades des de la pròpia muntanya a Catalunya. En 1907 el terreny on s'aixeca el panteó va ser atorgat a perpetuïtat al Montepío de Montserrat.
L'enfocament mutual concorda amb l'esperit transversal –tant econòmic com social– que distingia a les societats de base nacional o regional de les germanors obreres. La Llei Sáenz Peña de 1912 reservava només pels estrangers naturalitzats la participació en la vida política argentina. Per tant, és a través d'aquestes associacions on els estrangers no naturalitzats podien agrupar-se per aconseguir objectius socials, econòmics i polítics.
En 1939 van ser inhumats les restes de Pere Coromines, qui va morir sobtadament al cap de poc d'exiliar-se a Buenos Aires. Es conserven fotografies del seu fill Joan Coromines retent-li homenatge davant de la capella del panteó.
Després de tenir la seu establerta al carrer Chacabuco 875 –compartida amb l'actual Casal de Catalunya– i posteriorment al carrer Hipòlit Yrigoyen, finalment en 1941 es va traslladar a l'immoble adquirit al carrer Misiones 141.
Al llarg del segle xx, especialment al voltant dels anys cinquanta, seixanta i principis dels setanta, el Montepío va assumir un gran nivell en matèria de prestacions mèdiques, rebent els seus socis protecció pràcticament integral, incloent internación i cirurgia. No obstant això, les diferents crisis econòmiques que va travessar el país a la fi del segle passat van determinar la necessitat de reformar l'estatut, passant, des de l'any 2002, a brindar serveis de medicina exclusivament ambulatoria, incloent emergències. Més enllà d'aquestes limitacions, a partir del segle xxi el Montepío de Montserrat va posar focus també en altres activitats de caràcter cultural i social, dins del marc de la difusió de la cultura catalana, un dels objectius de l'estatut.